# 中華航空006便急降下事故
中華航空006便急降下事故（ちゅうかこうくう006びんきゅうこうかじこ、中国語:中華航空006號班機事故、英語:China Airlines Flight 006）は、1985年2月19日に中華民国（台湾）の航空会社であるチャイナエアライン（当時は中華航空）の旅客機が太平洋上で急降下した航空事故（重大インシデント）である。なお、英語をそのまま和訳して「チャイナエアライン006便事故」とも言う。

## 事故当日の中華航空006便

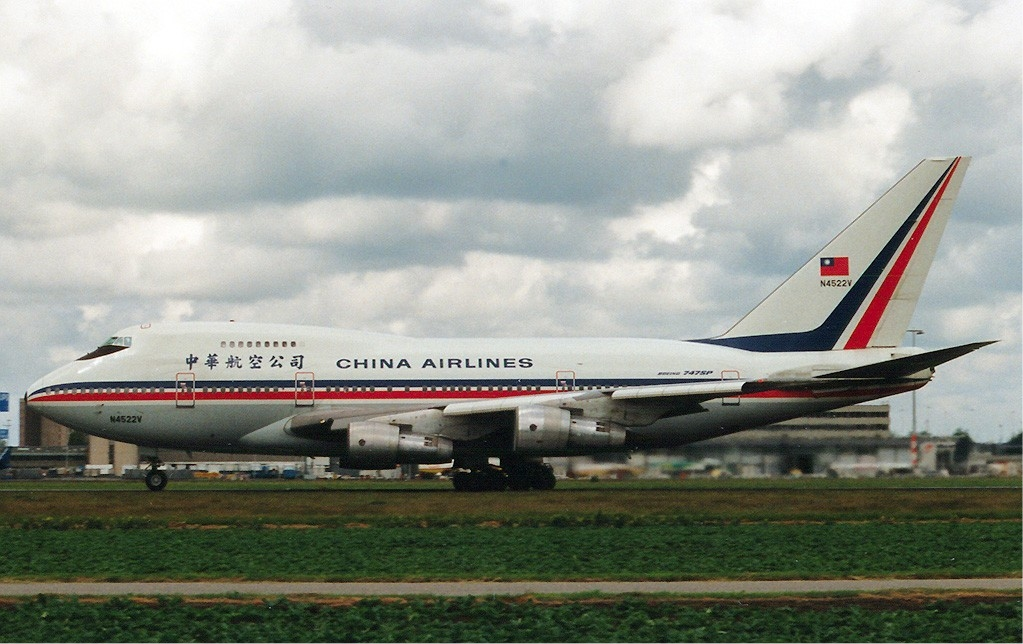
事故機（N4522V）

- 使用機材：ボーイング747-SP-09型、機体記号:N4522V（アメリカ合衆国籍のリース機、1982年製造）
- コールサイン：ダイナスティ 006
- 予定フライトプラン：台北・中正国際空港（現在の台湾桃園国際空港）16時40分（台北現地時間）発 → アメリカ・カリフォルニア州ロサンゼルス国際空港13時25分（太平洋標準時、PST）到着予定（日本時間17時40分発→20日5時25分着、所要時間11時間）
- 乗員 23名 
  - コックピットクルー 8名（交代要員を含む）
  - 客室乗務員15名
- 乗客251名

## 事故の概略
離陸から10時間後、006便は通常の巡航高度41,000フィート（およそ12,500メートル）を航行していた。この時点でサンフランシスコの北西部まで300海里（およそ550キロメートル）の太平洋上を飛行していた。飛行していた空域は雲が立ちこめ、乱気流により対気速度が絶えず変化していた（なお、この高度では許容される最大速度と最小速度の差はわずか30ノットであり、もし最大速度を超過すると機体が損傷する危険があり、最小速度を割ると失速する危険があった）。   
当時は自動操縦装置によりマッハ0.85で巡航するようにセットされていたが、途中、第4エンジンの出力低下が発生した。まもなくエンジンはフレームアウト（停止）し、これによりエンジンの推力バランスが崩れ、右に傾きだした。なおも自動操縦で飛行を続けたが、機体の傾斜が大きくなったため手動操縦で修正しようと自動操縦を解除した。この際、速度がマッハ0.75までに減速していたことに気づいていなかったため、直後に機体が失速し、きりもみ状になって垂直降下した。
006便は毎分15,000フィートの猛烈な降下率で落下した。急降下により機体は最大5Gの負荷にさらされ、空中で転覆したかのような姿勢となった。水平安定板が損傷し、尾部からAPUも脱落するなど空中分解する寸前のダメージを受けていた。さらにエンジンへの空気流量が減少したことにより3つのエンジンの出力が低下したことで姿勢の回復が困難となった。しかし11,000フィート（3,400メートル）にあった雲層を突破した時に扉が空中で飛散したため着陸装置が降りて、その空気抵抗によって機体を減速させる効果をえられた。また006便の機長が元軍用機パイロットであったため、この5Gの負荷の中で操縦できたことも幸いであった。さらに雲を抜けたことで海面を視認でき、急降下で失われていた操縦乗務員の視覚感覚を取り戻すことが出来た。そのため006便は9,600フィート（2,900メートル）で水平飛行に回復することが出来た。結局2分半で30,000フィートも降下しており、あと40秒で海面に激突するところであった。  
006便は、最寄のサンフランシスコ国際空港へ緊急着陸を要請し、途中27,000フィートまで上昇したが、その後は異変が発生することなくおよそ1時間後に着陸した。この事故では機体に大きな損傷があったほか、重傷2名、軽傷50名を出したが、墜落寸前の事故から奇跡的に全員が生還した。

## 事故再現図
- 006便の降下中の姿勢（推測図）[1]
- 006便の飛行を再現したGIF
- 急降下する006便を再現した画像

## 事故原因
一連の急降下のきっかけとなった第4エンジンの推力低下は航空機関士の排気バルブの設定ミスが原因であった。また、操縦士らはエンジン停止による機体の傾きは自動操縦によって修正されると考えていたが、自動操縦装置はエルロンと昇降舵のみを制御し、方向舵の制御は行わないため傾きを修正できなかった。補助翼だけでは機体の傾きを抑えることはできず、どんどん傾斜していくとともに昇降舵は高度を維持しようとしていたためどんどん対気速度が落ちていった。この間、操縦士らは第4エンジンの推力低下の原因特定に注力していたため、機体の傾斜と速度低下に気づいていなかった。傾斜を修正しようと自動操縦を解除した結果、それまで補助翼と昇降舵で維持されていた姿勢制御が解除されたため急激に右に傾き、失速状態に陥り急降下した。さらに雲中で水平線を確認できなかったこと、それにより空間識失調に陥ったこと、異常な傾斜を人工水平儀の故障と誤認したことが重なり、姿勢の回復に時間がかかった。また、操縦士らが長時間の操縦で過労気味であったことが判断を遅らせた要因であったとされた。

## この事故を扱った作品
- メーデー!:航空機事故の真実と真相 第4シーズン第6話「PANIC OVER THE PACIFIC」
- トリハダ（秘）スクープ映像100科ジテン（テレビ朝日系列、2013年7月16日放送）